# Steve Gregg
Pour les articles homonymes, voir Gregg.
Steve Gregg, né le 3 novembre 1955 à Wilmington (Delaware) et mort le 11 septembre 2024 à Charleston (Caroline du Sud), est un nageur américain.

## Biographie
Steve Gregg dispute l'épreuve du 200 m papillon aux Jeux olympiques d'été de 1976 de Montréal et remporte la médaille d'argent.